# Abu Inán Faris
Abu Inán Faris (en árabe: أبو عنان فارس بن علي‎) (1329-10 de enero de 1358) fue un sultán benimerín que dominó fundamentalmente el territorio del moderno Marruecos. Sucedió a su padre Abu al-Hasan ben Uthmán en 1348. Extendió su autoridad a Tremecén y Ifriquía, regiones que ocupaban aproximadamente el norte de la moderna Argelia y Túnez, respectivamente, pero hubo de abandonarlas debido a la revuelta de las tribus árabes. Murió estrangulado por su visir en 1358.

## Ascensión al trono
Su padre, Abu'l Hasan, había tomado la ciudad de Tremecén en 1337. En 1347, se apoderó también de Ifriquía, lo que le permitió reunir brevemente bajo su autoridad los territorios del Magreb, como lo habían estado bajo los almohades. Sin embargo, su intento de estrechar el control de las tribus árabes precipitó una rebelión; los insurrectos lo derrotaron en abril cerca de Cairuán. Abu Inán Faris, que había sido hasta entonces gobernador de Tremecén, regresó a Fez y se proclamó sultán. Tremecén y el Magreb central se rebelaron también contra el antiguo sultán. Abu Inán tomó el título de Amir al-Mu'minin («comendador de los creyentes»).

## Reinado
Abu'l Hasan tuvo que regresar de Ifriquía por mar. No pudo recobrar Tremecén, fue vencido por su hijo rebelde y acabó muriendo en mayo de 1351. Abu Inán Faris recuperó Tremecén en 1352. También reconquistó el Magreb central; tomó Bugía en 1353. A los señores nazaríes de Granada les preocupaba que, si lograba someter completamente el Magreb, invadiría luego su Estado. En consecuencia, y para debilitarlo, atizaron la rebelión de su hermano Abul Fadl, quien había desempeñado el cargo de gobernador de Túnez desde diciembre de 1349. El sultán Abul-Hajjaj de Granada contrató barcos castellanos y los usó para llevar a Abul-Fadl y sus seguidores a Susa, donde se produjo el levantamiento, que finalmente fue de corta duración.
Abu Inán continuó su expansión hacia el este y tomó Túnez en 1357, lo que le dio el dominio de Ifriquía. Sin embargo, las intrigas de su visir, Faris bin Maymum, le obligaron a retirarse de Túnez en 1357. Enfermó en noviembre de 1357. Su visir Hasan bin Umar al-Fududi tuvo una disputa con el supuesto heredero, Abu Zayyan Muhammad, por lo que favoreció que se nombrase sucesor al joven hijo del sultán Abu Bakr Sa'id. Cuando Abu Inán comenzó a recuperarse de la enfermedad, el visir temió que lo castigaran por el cambio y el 10 de enero de 1358 hizo estrangular a su señor.

## Legado

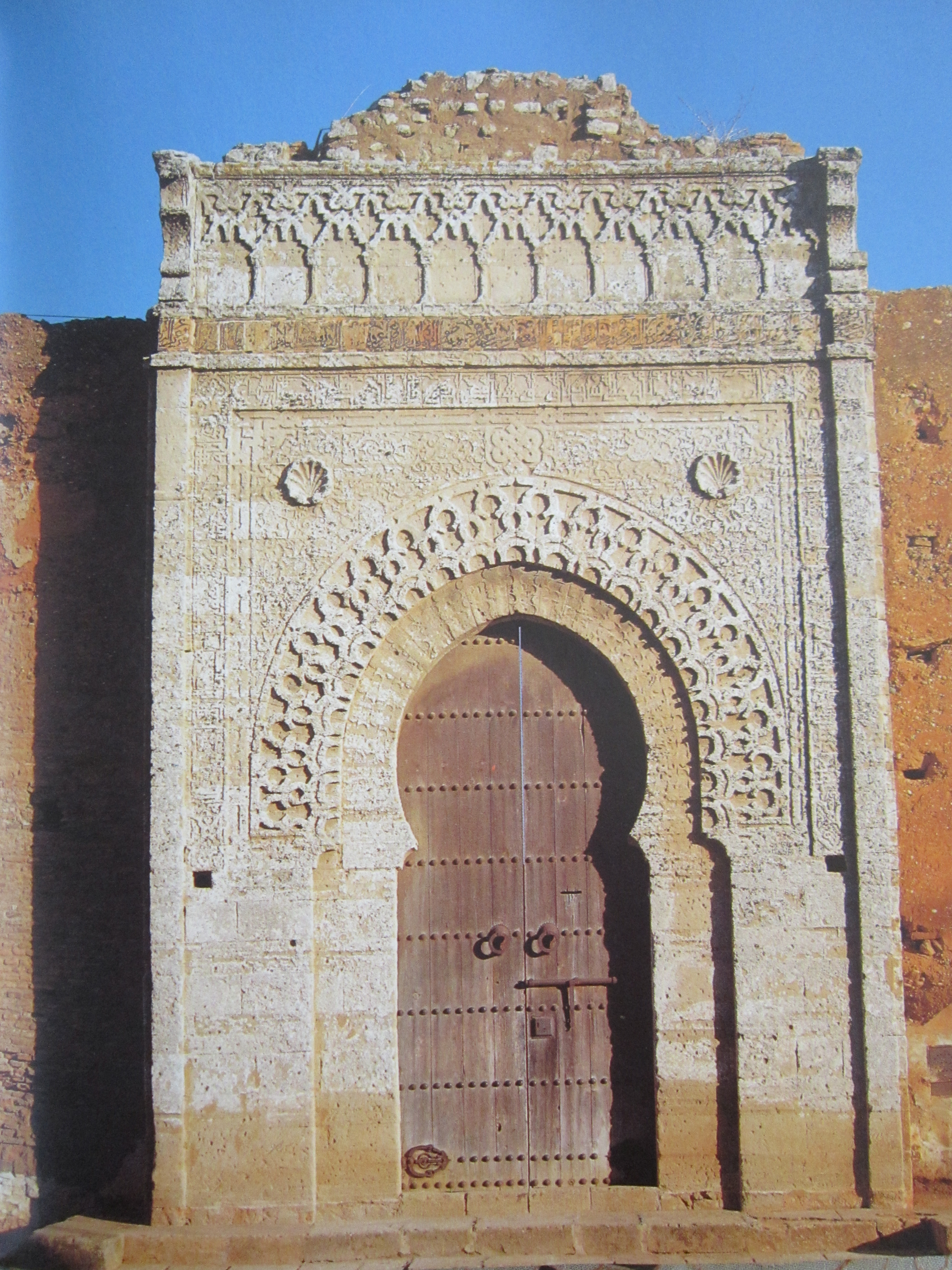
El Zawiyat An-Noussak de Salé se construyó en 1356, durante el reinado de Abu Inán Faris.

La Peste negra y las rebeliones de Tremecén y Túnez marcaron el comienzo del declive de los benimerines. Estos fueron incapaces de hacer retroceder a los portugueses y españoles, que se asentaron en la costa norteafricana ya durante el periodo posterior de los wattásidas, que sustituyeron en la zona a los benimerines.
Abu Inán encargó a uno de sus secretarios, Ibn Juzayy, que redactara la narración de los veintinueve años de viaje de Ibn Battuta. El resultado, la Rihla de Ibn Battuta, que se completó en diciembre de 1355.
Abu Inán construyó madrasas en Mequínez y Fez en 1350 y otra en esta última ciudad en 1357. La Madrasa de Bou Inania de Fez y la de Mequínez deben sus nombres a este sultán benimerín.